# Cantó de Lòrgas
El cantó de Lòrgas és un cantó francès del departament de la Var, situat al districte de Draguinhan. Té 4 municipis i el cap és Lòrgas.

## Municipis
- Leis Arcs
- Lòrgas
- Taradèu
- Lo Toronet

## Història
| Data d'elecció                           | Identitat          | Partit           | Qualitat |
| ---------------------------------------- | ------------------ | ---------------- | -------- |
| 1945-1992                                | Édouard Soldani    | SFIO, després PS |          |
| 1992-1998                                | Pierre Perrin      | Divers droite    |          |
| 1998-                                    | Barthélemy Mariani | PS               |          |
| les dades anteriors no són pas conegudes |                    |                  |          |
|                                          |                    |                  |          |

| 1962  | 1968  | 1975  | 1982   | 1990   | 1999   | 2006   |
| ----- | ----- | ----- | ------ | ------ | ------ | ------ |
| 6.895 | 7.695 | 8.607 | 10.575 | 13.398 | 15.805 | 18.355 |